# Expansicervinia glacieria
Expansicervinia glacieria är en kräftdjursart som beskrevs av Paul A. Montagna 1981. Expansicervinia glacieria ingår i släktet Expansicervinia och familjen Cerviniidae. Inga underarter finns listade i Catalogue of Life.